# Жива и мъртва вода
Жива и мъртва вода са термини, навлезли в езика от приказките и фолклора.
Под жива вода се разбира вода, която има вълшебни и чудотворни свойства, например да съживява починал човек. Често се охранява от зли духове и същества и героят трябва да мине през много препятствия за да се сдобие с нея. В някои приказки починалият първо се залива с мъртва вода, която затваря раните, и след това с жива вода за съживяване.
Друг смисъл, който се влага понякога в живата вода е силна алкохолна напитка (ракия) – на латински Aqua vitae („аква вита“ или „вода на живота“). Като такъв терминът се появява през Средновековието.
Хора, които се занимават с духовни учения или природолечения, наричат жива вода водата от планински ручеи или други естествени водоеми, които са в непрекъснато движение. Според тях тази вода е заредена с енергия, която при консумиране спомага за лесно отделяне на токсините от тялото. Също така според тях всяка вода, която има някакъв вид замърсяване, се превръща в енергийно мъртва вода. В някои други култури и народи под мъртва вода се разбира дестилирана вода.
Някои други разглеждат живата вода като алкална, а мъртвата вода като киселинна, като обикновено наричат мъртвата вода анолит, а живата католит.